# August von Bulmerincq
August von Bulmerincq, född 12 augusti 1822 i Riga, död 18 augusti 1890 i Stuttgart, var en balttysk statsrättslärare.
Bulmerincq blev efter studier vid universiteten i Dorpat och Heidelberg 1853 privatdocent i Dorpat och var 1858–75 professor i stats- och folkrätt där. Under denna tid tog han den livligaste del i arbetet på höjandet av det andliga och materiella tillståndet i Baltikum. Sålunda föranstaltade han det första lantbruksmötet och den första industriutställningen där och grundade 1863 tidningen "Baltische Wochenschrift für Landwirtschaft, Gewerbfleiss und Handel". År 1877 blev han referent vid och 1887 president i sjökrigsrättskommissionen av "Institut de droit international", i vars stiftande han 1873 deltagit. Från 1882 till sin död var han Johann Kaspar Bluntschlis efterträdare som professor i statsrätt och politik i Heidelberg.